# سيرجيو سانشيز (عداء)
سيرجيو سانشيز (بالإسبانية: Sergio Sánchez Martínez)‏ (و. 1982  م) هو عداء مسافات طويلة إسباني.

## روابط خارجية
- سيرجيو سانشيز على موقع الاتحاد الدولي لألعاب القوى (الإنجليزية)